# Gay Ellis
Il tenente Gay Ellis è un personaggio immaginario della serie TV britannica di fantascienza UFO e di cinque film, tratti dalla medesima serie, dove viene sempre interpretata da Gabrielle Drake.
E' comandante della base lunare durante la prima metà della serie, occasionalmente descritta come priva di fiducia in sé stessa e altre volte come un ufficiale autorevole. 

## Storia
Gay Ellis è una giovane laureata in matematica che, grazie alle sue qualità di autocontrollo, occupa, con il grado di tenente, il ruolo di comandante della base lunare dell'organizzazione SHADO (Supreme Headquarters Alien Defence Organisation, Comando supremo dell'organizzazione di difesa contro gli extraterrestri), incarico che alterna con il colonnello Paul Foster, ed è responsabile della prima linea di difesa contro gli attacchi UFO.
È caratterizzata da una parrucca viola (i suoi capelli sono in realtà castani e li mostra al naturale quando sbarca sulla Terra) e un'uniforme color argento, così come le altre donne che operano sulla base lunare. È una donna molto razionale e ponderata. Nel secondo episodio della serie sarà tuttavia momentaneamente sostituita al comando della base lunare dal comandante Straker nel momento in cui il colonnello Alec Freeman gli riferisce del sospetto di un suo coinvolgimento amoroso con il pilota di intercettore Mark Bradley. É, inoltre, una delle poche donne veramente di rilievo della serie insieme al personaggio di Virginia Lake.

## Serie televisiva
- UFO - serie TV (1969-1970)

## Film
- UFO Distruggete Base Luna (1973)
- UFO Annientate SHADO… Uccidete Straker… Stop (1974)
- UFO Prendeteli vivi (1974)
- UFO Contatto radar... stanno atterrando (1974)
- Invasion: UFO (1980)